# Фехнеров закон
Фехнеров закон јесте закон експерименталног психолога Густава Теодора Фехнера, који се сматра једним од оснивача психофизике, гране психологије, која проучава чулну осетљивост нервног система.

## Фехнеров закон
Овај закон је 1860. године формулисао и извео немачки математичар, филозоф и психофизичар Теодор Густав Фехнер у свом делу Елементи психофизике, на основу Веберовог закона. Он је покушао да пронађе одговор на једно велико питање: какав је однос физичке стимулације и човековог сазнајног доживљаја. Као физичар, он се питао да ли је адекватно људски перцептивни доживљај описивати истим скалама које се користе када су у питању енергетска варирања, или су за мерење психолошких димензија потребне друге скале.
Држећи се стриктно Веберовог закона, чини се да су потребне различите скале за физичке и психолошке димензије јер, перцептивно, разлика између 5 и 6 грама није иста као разлика између 50 и 51 грам. 
Међутим, Фехнер је приметио да, иако се прираштај мења, једва приметне разлике су увек исте (диференцијални прагови су једнаки). То значи да се могу представити на једној физичкој димензији као еквидистантни подеоци. Ако се на х осу ставе физичке вредности, а на у осу једва приметне разлике, добија се функција на слици. Графикон заправо одсликава релацију коју је Фехнер поставио између сензорног искуства и интензитета стимулације.
Фехнеров закон гласи:
| „ | Интензитет осета (сензација) управно је сразмеран логаритму интензитета дражи. | ” |

То значи да порасту интензитета дражи по геометријској прогресији одговара пораст осета по аритметичкој прогресији. Формулом се то изражава:
{\displaystyle S=k\cdot \log D}  S представља сензорно искуство, k је константа, а D је интензитет стимулације.
И горња релација је осетљва на модалитет, k је у једначини константа која зависи од чулног модалитета.
Фехнер је дао одговор на питање о односу психичких и физичких скала. Постоји функција која пресликава један континуум у други и то је логаритамска функција. Дакле, однос између човекове спознаје и физичког света је логаритамски. График на слици приказује такав однос. Уколико је на х оси физичка димензија, а на у оси психичка димензија, онда је њихов однос логаритамски, а једнакост у доњем углу приказује општу једнакост за овакав однос.